# Rosong
Rosong is een bestuurslaag in het regentschap Sumenep van de provincie Oost-Java, Indonesië. Rosong telt 892 inwoners (volkstelling 2010).